# Schondratalsystem
Schondratalsystem este o arie protejată (arie specială de conservare — SAC, sit de importanță comunitară — SCI) din Germania întinsă pe o suprafață de 306,56 ha, integral pe uscat.

## Localizare
Centrul sitului Schondratalsystem este situat la coordonatele 50°10′58″N 9°42′59″E / 50.1828°N 9.7164°E.

## Înființare
Situl Schondratalsystem a fost declarat sit de importanță comunitară în martie 2001 pentru a proteja 5 specii de animale. Situl a fost protejat și ca arie specială de conservare în aprilie 2016.

## Biodiversitate
Situată în ecoregiunea continentală, aria protejată conține 5 habitate naturale: Cursuri de apă de la nivel de câmpie la nivel montan, cu vegetație Ranunculion fluitantis și Callitricho-Batrachion, Liziere de ierburi înalte hidrofile de câmpie și de nivel montan până la alpin, Fânețe de joasă altitudine (Alopecurus pratensis, Sanguisorba officinalis), Păduri de fag Luzulo-Fagetum, Păduri aluvionare cu Alnus glutinosa și Fraxinus excelsior (Alno-Padion, Alnion incanae, Salicion albae).
La baza desemnării sitului se află mai multe specii protejate:
- mamifere (1): liliac cu urechi mari (Myotis bechsteinii)
- nevertebrate (3): phengaris nausithous (Maculinea nausithous), Margaritifera margaritifera, Ophiogomphus cecilia
- pești (1): cicar (Lampetra planeri)